# Ка Пасква (Венеција)
Ка Пасква (итал. Ca' Pasqua) је насеље у Италији у округу Венеција, региону Венето.
Према процени из 2011. у насељу је живело 124 становника. Насеље се налази на надморској висини од -1 м.